# Inégalité de Sundman
 (octobre 2007).
L'inégalité de Sundman (1912) concerne le Problème à N corps en mécanique céleste :
| {\displaystyle \ T>{\frac {L^{2}+J^{2}}{2I}}} |

- Avec le théorème du viriel :

{\displaystyle {\frac {d^{2}I}{dt^{2}}}=4T-2V}, [notations ci-dessous]
elle constitue une des clefs d'entrée dans l'étude du destin du problème à 3 corps.

## Notations
- Le mass scalar product est utilisé :  {\displaystyle x=({\vec {r}}_{1},{\vec {r}}_{2},\cdot \cdot \cdot ,{\vec {r}}_{N})}

{\displaystyle x'\cdot x''=\sum _{i=1}^{3}{m_{i}<{\vec {r}}'_{i},{\vec {r}}''_{i}>}}
- Le barycentre G sera l'origine des coordonnées, choisie immobile (grâce à l'invariance galiléenne). Sinon, précision sera donnée. De préférence les masses sont ordonnées par valeur décroissante.

- {\displaystyle I=x\cdot x} est le moment d'inertie par rapport à G.

La moitié de sa dérivée temporelle {\displaystyle {\dot {I}}/2==J=x\cdot {\dot {x}}}
- Le théorème du viriel est :{\displaystyle {\dot {J}}=2T+V=2H_{o}-V}

où {\displaystyle 2T={\dot {x}}\cdot {\dot {x}}} est 2.E(cinétique) toujours positive  ; et {\displaystyle \ V(x)}, l'énergie gravitationnelle des N points, toujours négative.
Bien sûr, le Lagrangien est T- V.
L'Hamiltonien T+V = H(x, y)= Ho constante ({y} est l'ensemble des quantités de mouvement)
- Le moment cinétique orbital total est :{\displaystyle {\vec {L}}=\sum _{i=1}^{3}{m_{i}{\vec {r}}_{i}\wedge {\frac {d{\vec {r}}_{i}}{dt}}}} = cste (isotropie d'espace)

L'inégalité {\displaystyle L^{2}<\sum _{i=1}^{3}{{\vec {L}}_{i}}^{2}<2I\cdot T} conduit à :
{\displaystyle \ T>L^{2}/2I}, le deuxième membre s'appelle la barrière centrifuge (Leibniz 1689).

## L'inégalité de Sundman
Sundman a performé l'inégalité de Leibniz :
| {\displaystyle \ T>L^{2}/2I+J^{2}/2I} |

On intuite pourquoi J intervient : si par homothétie la configuration se dilate (resp, se contracte), il y a bien énergie cinétique. Le terme manquant qui crée l'inégalité est au fond la « déformation de la configuration » (par exemple dans le cas de 3 corps, la déformation du triangle, en particulier quand un alignement se produit).

## Utilisation dans le cas du problème à  3 corps plan
On peut utiliser la notation ABC pour le triangle, et les formules usuelles des distances mutuelles ; on pose D = max(a, b, c) et d = min(a, b, c).
On déclare P(x) == (x-m1)(x-m2)(x-m3) == x^3- M.x^2+ P.x -M3^3
Il s'ensuit que : {\displaystyle I.M=[a^{2}/m_{1}+b^{2}/m_{2}+c^{2}/m_{3}]\cdot M_{3}^{3}}
Donc {\displaystyle I<[{\frac {P}{M}}]D^{2}}
et {\displaystyle I>[{\frac {m_{3}^{2}}{M}}]d^{2}}. 
Soit : 
{\displaystyle A\cdot {\sqrt {I}}<d<D<B\cdot {\sqrt {I}}}
Un raisonnement similaire avec l'énergie potentielle donne : {\displaystyle {\frac {C}{-V}}<d<D<{\frac {D}{-V}}}
Et par conséquent {\displaystyle \ I\cdot V^{2}} jouera vraisemblablement un rôle important dans l'analyse de la situation.

### Théorème de Jacobi
Pour un système stable (les cercles périgée inf d(t) et apogée sup D(t) existent), Eo est négative.
Démonstration : I" =4T + 2 V ⇒ viriel 2<T>=-<V> = -Eo/2 >0
et si Eo>0, le système est ouvert : D→infty : en effet I" >0.
Démonstration : on utilise la fonction de Sundman (voir plus loin)
Attention : si Eo<0, cela n'implique pas que le système soit stable ! En effet, deux étoiles peuvent indéfiniment se rapprocher, et la troisième partir à l'infini doucement.

### Théorème de Weierstrass (généralisé par Sundman)
Il n'y a de collision triple stricte que si L = 0.
Démonstration : pour avoir I(t0) =0, V(t0)= -infty, donc d'après le viriel I"(t) >0 près de to, donc I(t) décroit de manière monotone I'(t)<0 : alors l'inégalité de Sundman donne 2L^2 Ln[I(t1)/I(t)] < cste ; donc I(t) reste borné sauf si L=0

### Fonction de Sundman
On introduit par généralisation du problème à 2 corps les notations :
{\displaystyle \ a==-GP/2E_{0}}, appelé demi-grand axe, constant.
{\displaystyle \ p==ML^{2}/GP}, appelé paramètre, constant.
{\displaystyle \ R=={\sqrt {MI/P}}}, en gros la taille, variable.
{\displaystyle \ r==-GP/V}, environ la petite taille, variable.
avec les inégalités usuelles de convexité :
{\displaystyle \ 0<d<r<R<D} (soit {\displaystyle \ IV^{2}>G^{2}P^{3}/2M})
{\displaystyle |BC|<R\cdot {\sqrt {P/M\cdot {\frac {m_{2}+m_{3}}{m_{2}m_{3}}}}}}

Le viriel devient : {\displaystyle {\ddot {R^{2}}}/2R=={\ddot {R}}+({\dot {R}})^{2}/R=(GM/R)(1/r-1/a)}
La fonction de Sundman S(t) est : 
{\displaystyle 2S(t)=R/a+p/R+{\dot {R}}^{2}/(GM/R)}
L'inégalité de Sundman devient : {\displaystyle \ R/r-S(t)>0} ⇒
{\displaystyle {\dot {S}}(t)={\frac {dLnR}{dt}}\cdot [R/r-S(t)]} ,
donc R varie comme S(t).

#### conséquences
L'inégalité triangulaire s'écrit : {\displaystyle \ t==2R/r-R/a-p/R>0}
d'où {\displaystyle R/r>{\sqrt {p/a}}}, soit
| {\displaystyle \ V^{2}-(L^{2}/2I)(-E_{o})>0} |

D'autre part on en déduit {\displaystyle \ r<2a}, ce qui semble naturel,
mais fait intervenir la décomposition d'Eckart des vitesses : 
{\displaystyle {\dot {\vec {r_{i}}}}={\vec {L_{o}}}/I\wedge {\vec {r_{i}}}+\lambda {\vec {r_{i}}}}
avec {\displaystyle \lambda ^{2}==GM/R^{2}\cdot [t/R]},
donc en fait, ce n'est pas si simple à démontrer (les chimistes appellent ce référentiel tournant le référentiel d'Eckart ; en astronomie c'est le SAM de Saari).
le cas intéressant est celui dit de la binaire de Hill :
si p>> a, le système tourne très vite à |énergie| faible, 
alors le système restera toujours une binaire serrée autour de laquelle tourne la troisième étoile (qui peut ou non s'échapper).
L'habitude veut que l'on représente les iso (R/r) qui ressemblent vaguement à la surface de Hill du problème restreint(m3<< m1 et m2), dans le référentiel où AB est pris comme axe des x, et C joue le rôle de troisième étoile ; mais cette représentation est un peu fallacieuse, car elle ne met pas en exergue le rôle symétrique des trois masses.